# 絶滅収容所
絶滅収容所（ぜつめつしゅうようじょ、英: Extermination camp、独: Vernichtungslager）とは、アウシュヴィッツ＝ビルケナウ強制収容所、ヘウムノ強制収容所、ベウジェツ強制収容所、ルブリン強制収容所、ソビボル強制収容所、トレブリンカ強制収容所、以上6つの強制収容所を指す言葉である。絶滅収容所を正式名称とした施設は存在せず、また当時のドイツ政府の公式文書に絶滅収容所という言葉は存在しない。
ホロコーストを目的として、ナチス・ドイツが第二次世界大戦中に設立した強制収容所の一種である。絶滅収容所は、大戦中に絶滅政策の総仕上げとして建てられた。犠牲者の遺体は、通常は焼却処分ないし集団墓地に埋められて処理された。こうした収容所によってナチスが絶滅させようとしたのは、主にヨーロッパのユダヤ人とロマ（当時はジプシーと呼ばれた）であった。しかし、ソ連軍の捕虜や同性愛者、ときにはポーランド人も含まれていた。

## 用語
絶滅収容所（独: Vernichtungslager）と死の収容所（Todeslager）は概して同義であり、特にジェノサイドを主な目的とする、あるいは主な目的とした収容所を指す。
一般に「絶滅収容所」とは、そこに送り込まれた囚人を殺すために設置された強制収容所のことである。これらの収容所は犯罪行為に対して刑罰を与えるための場所ではなく、むしろ絶滅を促進するための場所である。「絶滅収容所」という語は、政治的抗議運動を行っている人々によって、彼らにとっては唾棄すべき監獄の忌まわしさを誇張して表現するためにも用いられている。
ナチス・ドイツの絶滅収容所は、同じナチスの収容所でもダッハウ強制収容所やベルゲン・ベルゼン強制収容所のような強制収容所とは区別される。それらは様々な「国家の敵」（ナチスが好ましくないとレッテルを貼った者）を投獄して強制労働を行わせる場所であり、絶滅そのものを主な目的とするものではない。ホロコーストの初期段階ではユダヤ人も主にこうした収容所に送られていたが、1942年以降はそのほとんどが絶滅収容所に送られた。
絶滅収容所は強制労働収容所（独: Arbeitslager）とも区別される。強制労働収容所とは、捕虜を含めた様々な囚人に労働を行わせる目的で、ドイツが占領したあらゆる国に作られた収容所である。多くのユダヤ人がこうした収容所で死ぬまで働かされたが、やがてユダヤ人労働力はドイツの戦力として有用であるかないかに関わらず、絶滅収容所へ送られることとなった。ソ連以外の兵士のための捕虜収容所と一部の労働収容所を除き、ほとんどのナチスの収容所では処刑や飢餓、病気、疲労のために死亡率は非常に高いのが常であった。しかし、絶滅収容所だけは絶滅を目的としていたということである。
1942年9月前半には既に、あるSSの医師が毒ガスによる殺戮を目撃し、「彼らはいたずらにアウシュヴィッツを絶滅収容所（das Lager der Vernichtung）と呼んでいる訳ではないのだ！」と日記に書いているとされるが、この医師が誰なのかは不明である。アドルフ・アイヒマンの副官の一人ディーター・ヴィスリツェニーは、ニュルンベルク裁判で証言台に立たされた時に絶滅収容所の名を挙げるよう質問され、アウシュヴィッツ＝ビルケナウ強制収容所とマイダネク（ルブリン強制収容所）がそれだと答えた。マウトハウゼン強制収容所、ダッハウ強制収容所、ブーヘンヴァルト強制収容所はどう区別されるのかと聞かれると、「アイヒマンの部門から見ると、通常の強制収容所であった」と答えた。

## 収容所
ホロコーストに関する最新の報告書のほとんどにおいて、6か所の強制収容所が絶滅収容所に認定されている。それらは全てドイツ占領下のポーランドにあった。古い報告書では異なる強制収容所が絶滅収容所であったとされていた。
- アウシュヴィッツ＝ビルケナウ強制収容所
- ヘウムノ強制収容所
- ベウゼツ強制収容所
- ルブリン強制収容所
- ソビボル強制収容所
- トレブリンカ強制収容所

このうちアウシュヴィッツ＝ビルケナウ強制収容所とヘウムノ強制収容所は、ドイツが併合したポーランド西部にあり、他の4つはドイツ占領下のポーランド総督府に置かれた。
アウシュヴィッツ第2強制収容所ビルケナウはアウシュヴィッツ＝ビルケナウ強制収容所の一部であり、またルブリン強制収容所にも労働収容所があった。これに対し、ラインハルト作戦で建てられた強制収容所とヘウムノ強制収容所は「純然たる」絶滅収容所だった。言い換えると、大勢の人々（主にユダヤ人）を到着してすぐに殺戮するためだけに、単独かつ特別に作られたものである。これらの収容所に到着して即座に殺されなかった囚人は、絶滅の過程に直接関係する奴隷労働（例えばガス室から死体を運び出す作業など）に従事させられる人々のみであった。

## 犠牲者数の推定

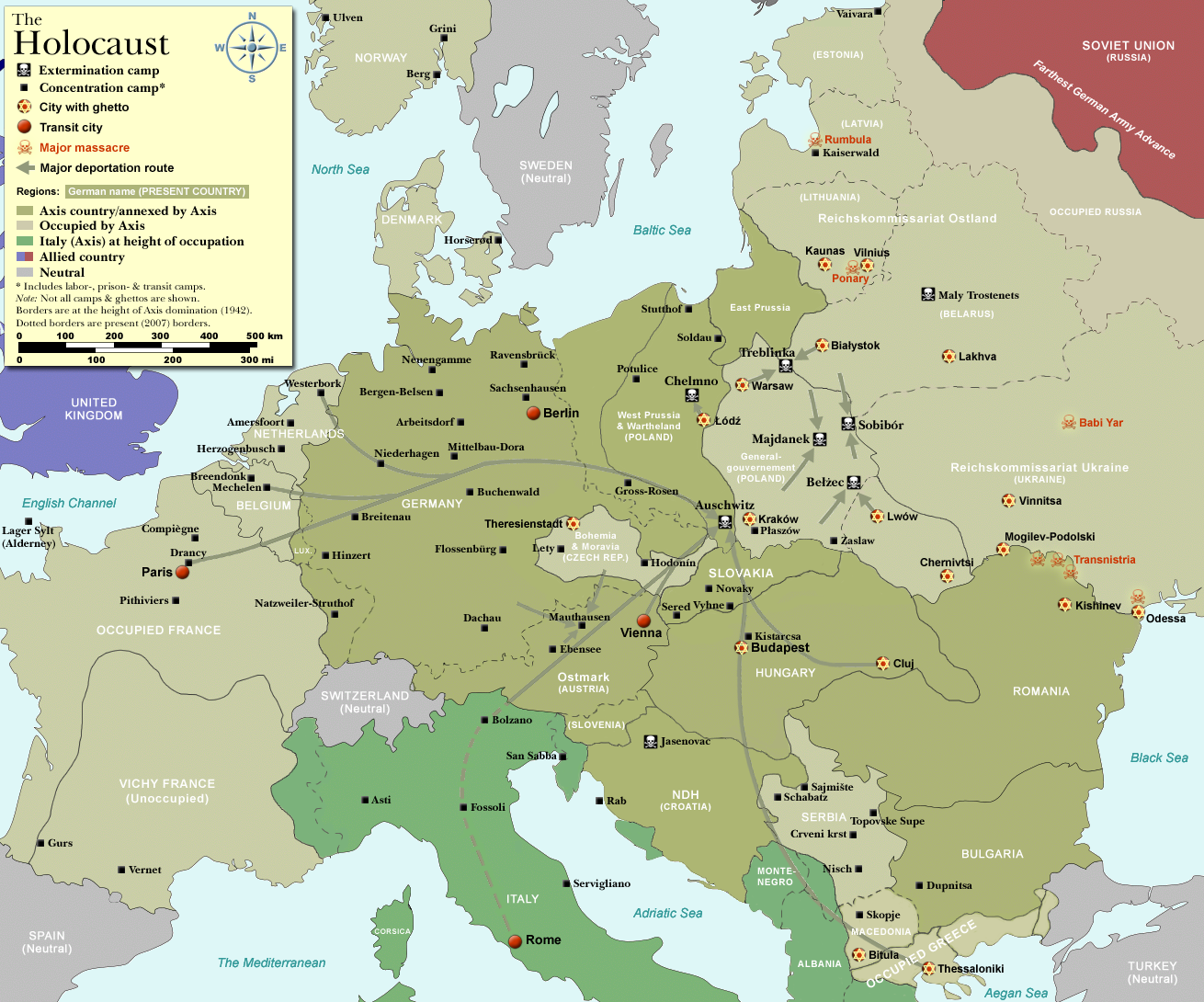
絶滅収容所への主な輸送路

近年の推定によると、ホロコーストの犠牲者数はユダヤ人が510万人（うち子供が100-200万人）、ロマや共産主義者、社会主義者、同性愛者が合わせて50万人である。ホロコーストにより全ユダヤ人の3分の1、ヨーロッパのユダヤ人に限れば実に3分の2が殺戮された。ポーランド系ユダヤ人に至っては、その90%が殺害されている。各収容所で殺された人数は、おおむね次の通りに推定されている。
- アウシュヴィッツ＝ビルケナウ強制収容所：約1,100,000[5]
- トレブリンカ強制収容所：少なくとも700,000[6]
- ベウゼツ強制収容所：約434,500[7]
- ソビボル強制収容所：約167,000[8]
- ヘウムノ強制収容所：約152,000[9]
- ルブリン強制収容所（マイダネク）：78,000[10]
- マールィ・トロステネツ：少なくとも65,000[11]

合計は250万人を超え、そのうち80%以上がユダヤ人である。したがって、これらの絶滅収容所で殺されたユダヤ人の数は、ポーランド国内におけるほぼすべてのユダヤ人を含めて、ナチスのホロコーストで殺されたユダヤ人全体の約半数を占める。

### ジャン・クロード・プレサックによる推定数
ジャン・クロード・プレサック（Jean-Claude Pressac）による犠牲者の推定数は以下の通りである。
- アウシュヴィッツ＝ビルケナウ強制収容所：63万～71万人
- トレブリンカ強制収容所：20万～25万人
- ベウゼツ強制収容所：10万～15万人
- ソビボル強制収容所：3万～3万5千人
- ヘウムノ強制収容所：8万～8万5千人
- ルブリン強制収容所（マイダネク）：10万人以下

この推定は2000年当時のものである。当時のマイダネク収容所の死亡者は約36万人と主張されていたが、プレサックは10万人以下と推定している。2005年にマイダネク博物館は最大で8万人と大幅に下方修正し、プレサックの推定は的中した。

### 歴史修正主義者による推定数
歴史修正主義者は絶滅収容所の存在を認めてない為、相当少ない人数を推定している。犠牲者の推定数は以下の通りである。
- アウシュヴィッツ＝ビルケナウ強制収容所：13万5千500人
- ルブリン強制収容所（マイネダク）：4万2千200人～5万人

- トレブリンカ強制収容所、ベウゼツ強制収容所、ソビボル強制収容所、ヘウムノ強制収容所等の他の収容所については、東部地域へ移送する為の通過収容所であるとしており、死者については不明としている。

## 収容所の運営
これらの収容所における殺戮方法は、一般にはガス室で毒ガスを用いたものである。アウシュヴィッツの所長であったルドルフ・フェルディナント・ヘス（Rudolf Höss 、ナチス党副総統のルドルフ・ヘスRudolf Heßとは別人）は、大量射殺に携わった特別行動隊員（Einsatzkommando 、SSの指揮下にあった準軍事組織）の多くが、「それ以上血の海にまみれることに耐えられなくなって」発狂したり自殺を試みたりしたと戦後になってから記している。
収容所の運営方法はそれぞれ若干異なっていたが、いずれも可能な限り効率的に大量殺戮を行うために設計されていた。一例として、SSの衛生学研究所所員であったクルト・ゲルシュタイン中尉が、スウェーデンの外交官に対して自分が収容所で見たものを伝えた戦時中の証言がある。彼は1942年8月19日（当時の収容所は主にガソリンエンジンから発する一酸化炭素をガス室で用いていた）にベウゼツに到着して、45両の列車に詰め込まれた6,700人のユダヤ人が降ろされるのを誇らしげに見せられた。その多くは既に死亡していたが、生き残った者も裸でガス室へ送られていった。その時の様子についてゲルシュタインは証言している。
ヘスによると、ユダヤ人に対して最初にツィクロンBが使用された時は、シラミ駆除のための消毒ガスだと説明されていた（実際、ツィクロンBはもともと殺虫剤として開発された）にもかかわらず、既に多くの囚人が自分たちは殺されるのではないかと感づいていた。その結果、後日ガス処理を行う際に「厄介な者」になるかもしれない囚人を選別するための労が取られることとなり、このような囚人は隔離されたのち密かに射殺された。ユダヤ人たちに不安を与えぬよう、ゾンダーコマンド（自分の延命と引き換えに、他の囚人をガス室へ送ったり死体を片付けたりする任に当たったユダヤ人による特殊部隊）の隊員たちはガス室の中まで囚人に付き添い、ドアを閉めるときまで残っているよう指示された。この「鎮静効果」を高めるため、SSの衛兵もガス室の入り口に立つこととしていた。囚人たちが自分の運命について考える暇を与えないために、可及的速やかに衣服を脱ぐよう命令が下され、進捗を遅らせるかもしれない囚人に対してはゾンダーコマンドが手伝いさえした。
ガス処理されるユダヤ人たちを安心させるために、ゾンダーコマンドは収容所での生活について話したり、何も問題はないと説き伏せたりなどした。乳飲み子を抱えたユダヤ人女性の多くは、消毒薬が子供に害を与えることを怖れて、自分の脱いだ服の下に子供を隠した。ヘスの記述によれば、「特殊部隊の隊員たちは特にこの点を注意して見張って」おり、子供たちも連れてくるよう女たちに呼びかけていた。「こうしたやり方で服を脱がされる不安感によって」泣き出すかもしれない年長の子供たちをなだめるのもゾンダーコマンドの任務であった。
しかし、こうした方法で全ての囚人が騙された訳ではなかった。ユダヤ人の中には、「それでも自分の行く手に何が待ち受けているか予想ないし理解していた」が、「目の前の恐るべき光景にも関わらず、子供を励ますために冗談をいう勇気を見せた」者もいたとヘスは伝えている。何人かの女性は突如として「脱衣中に凄まじい悲鳴を上げたり、髪を掻き毟ったり、狂人のように叫びだすなどした」。このような場合には即座にゾンダーコマンドが駆けつけて射殺した。一方、ガス室へ連れて行かれる前に「まだ隠れている同胞の居場所を明かした」者もいた。
囚人を中に入れてドアが閉められると、微粉末状のツィクロンBがガス室の天井に開けられた特殊な孔から噴射された。収容所の指揮官は覗き穴からガス処理が済んだことを視認し、準備や後片付けの監督をするのが任務であった。ヘスは、ガスによって死亡した遺体には「痙攣の兆候が見られなかった」と報告している。アウシュヴィッツに勤務していた医師は、ツィクロンBの「肺を麻痺させる効果」により、痙攣が始まる前に死亡したためだと推定した。
ガス処理が済むと、特殊部隊員が死体を運び出して金歯を抜いたり髪を剃り落としたりしたのち、焼却炉または死体を燃やす穴へ運ばれた。いずれにせよ死体は焼却処分されるが、火は特殊部隊員によって焚かれた。余分な脂肪分を排出し、常に火を燃え立たせておくために「燃える死体の山」がひっくり返された。ゾンダーコマンドの働きは素晴らしいものであったとヘスは述べている。「彼らもまた、いずれは同じ運命を辿ることになるのを十分承知して」いたにも関わらず、「まるで以前から大量殺戮者だったかのごとく、いかにも当然といった様子で」手際よく任務をこなしたという。ヘスによると、多くのゾンダーコマンドは仕事をしている間、「死体の焼却などの忌まわしい任務を控えている時でさえ」食事を取ったり煙草を吸ったりしていたという。時折彼らが近親者の死体に出くわすことがあり、「さすがにこれには動揺していることは明らかであったが、……何も騒ぎは起きなかった」。ヘスは、ガス室から焼却用の穴へ死体を運んでいる時に自分の妻の遺体を発見した男に言及しているが、「まるで何も起こらなかったように」ふるまっていたと伝えている。
ガス処理の様子を視察するために、ナチス党やSSの高級将校がアウシュヴィッツを訪れることがあった。例外なく「自分の見たものに深く衝撃を受けて」、何人かの「かつて私にユダヤ人根絶の必要性を声高に語った者でさえ、『ユダヤ人問題の最終的解決』の実態を目の当たりにして言葉を失っていた」とヘスは書いている。またヘスは、どうやってこの惨状を我慢することができたのかとたびたび訊ねられたという。彼は「総統の命令を実行しなければならないという鉄の意志だ」と説明していたが、「明らかに私より頑強であったアイヒマンでさえ、私と職務を取り替えたいとは決して望まなかった」。

## 死体の利用

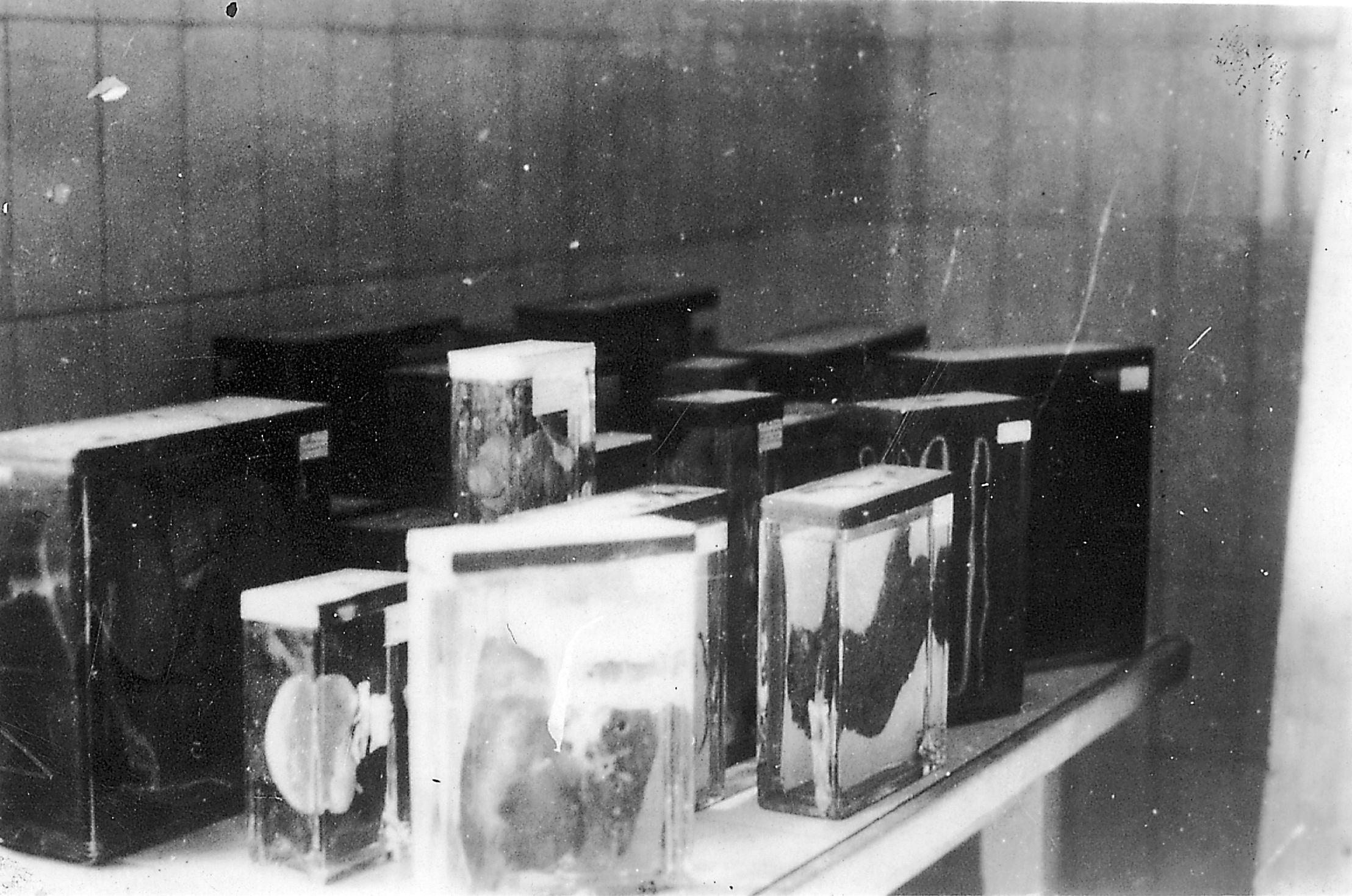
ブーヘンヴァルト強制収容所の所長夫人イルゼ・コッホによる、死体から剥いだ皮膚のコレクション。撮影者はベルギー人カメラマンジュール・ルアール(fr)

ゾンダーコマンドは、ユダヤ人の死体から衣服や宝石、眼鏡、毛髪、金歯や歯の充填材など、再利用できそうなあらゆるものを剥ぎ取る任務を非常に熱心に遂行したという。ナチスが人間の皮膚を用いたランプシェードを造っていたと主張する者がいるが、実際に人間の皮膚から作ったランプシェードが発見されている訳ではない。アメリカ軍のクレイ将軍の陳述によると、人間の皮膚から作られたとされる電灯の笠は、ヤギの皮から作られたものであった。マルティン・ボルマンの父と同名の息子は、あるインタビューにおいて、子供のころに人間の骨で作った椅子や人間の皮膚で装丁した本を見たことがあると証言している。刺青の施された皮膚は時折剥ぎ取られて保存された。しかしながら、これらも実際に現物が発見されている訳ではない。ブーヘンヴァルトでは、ヒバロー族に倣った技術を用いて干し首が作られ、ニュルンベルク裁判でも証拠品とされた。これも現在では現物は存在していない為、真偽は藪の中である。
また収容所では Judenseife すなわち死んだユダヤ人の脂肪で作られた人間石鹸を製造していたという者もいる。しかしこれは、戦後に広められた噂にすぎないと考えられている。

## 戦後

### ホロコースト否認
少なからぬ団体や個人が、ナチスが強制収容所を用いて絶滅政策を実行していたことを否定したり、ホロコーストの方法や規模に疑義を呈したりしている。例えば、ロベール・フォーリソンは1979年に「ヒトラーの『ガス室』なるものは存在しなかった」と主張した。フォーリソンは、ガス室などというものは元来シオニストが考え出したものだという見解をもっている。もう一人の有名な否定派は、イギリスの歴史家デイヴィッド・アーヴィングで、この人物はホロコーストを否認したために、オーストリアで逮捕され懲役刑を宣告された。オーストリアにおいて、ホロコーストを否認することは犯罪行為に当たるためである。
多くの研究者や歴史家は、生存者や加害者による証言や物的証拠や写真、そしてまたナチス自身による記録などを証拠として、ホロコーストは無かったとする説を否定している。ニツコー・プロジェクト、デボラ・リプシュタット (Deborah Lipstadt) の著作、サイモン・ヴィーゼンタールとサイモン・ヴィーゼンタール・センターの活動といった努力や、また数多くのホロコースト関連資料などによって、ホロコースト否認が追跡・解明されている（ホロコースト否認論の考察を参照）。ラウル・ヒルバーグ（『ヨーロッパ・ユダヤ人の絶滅』 ("The Destruction of the European Jews") の著者）、ルーシー・ダヴィドヴィチ（Lucy Dawidowicz 、『ユダヤ人に対する戦争』 "The War Against the Jews" の著者）、イアン・カーショーその他数多くの著名な歴史家の著書は、ホロコースト否認論を少数の非主流な過激派として斥けている。

### 収容所関係者の裁判
収容所の幹部や看守など関係者に対する裁判は、殺人などの容疑を実証できず進まなかった。しかし2011年、絶滅収容所は収容者殺害のみを目的とした収容所であり、絶滅収容所で勤務した事実さえ証明すれば殺人幇助罪が成立するとの司法判断が下された。このことから改めて捜査が行われることとなった。2020年代においてもなお高齢の元看守などがドイツ各地で裁判にかけられている。

## 歴史的議論
強制収容所とホロコーストをめぐる現在の歴史的議論は、地元住民の関与についての問題を含んでいる。多くのユダヤ人がキリスト教徒の近隣住民によって救われたとはいえ、それ以外の住民はユダヤ人の苦境を無視したり当局に引き渡したりしているためである。さらに、収容所の多くは地元住民からも見渡せるものであったことや、収容所が地域経済と密接な関係にあったことなども明らかになってきている。例えば、収容所で必要な品は近辺で購入されて収容所まで届けられ、地元の女性は家事を手伝うなど収容所との交流があった。ナチスの将校は地元の居酒屋の常連客となり、囚人から集めた金を支払いに充てるなどしていた。したがって、収容所内で何が起こっていたかは一般人には隠されていたという、収容所近辺の住民による主張の真偽性は、近年の歴史的研究によって徐々に薄らいでいる。